# Josef Meissner
Josef Meissner (ur. 21 października 1893 w Pradze, zm. ?) – czeski trener piłkarski.

## Kariera
W 1938 roku Meissner poprowadził reprezentację Czechosłowacji na mistrzostwach świata. Czechosłowacja rozegrała na nich dwa spotkania, z Holandią (3:0) i Brazylią (1:1), po czym odpadła z turnieju w ćwierćfinale.